# Partido Agrario Nacional
El Partido Agrario Nacional fue un partido político costarricense de escala provincial de Limón que existió entre el 18 de junio de 1989 y el 22 de febrero de 2007. Eligió un único diputado en su historia, Víctor Hugo Núñez en 1994-1998 y decía trabajar por mejorar las condiciones de vida de los agricultores limonenses.